# .cat
El dominio .cat es un dominio de internet genérico que forma parte del sistema de dominios de internet patrocinados (sponsored TLD en inglés) para el contenido en catalán. Fue aprobado oficialmente a las 23:04 (GMT) del 15 de septiembre de 2005 por la ICANN (Internet Corporation for Assigned Names and Numbers). Está gestionado por la Fundación puntCat.
El dominio .cat es el primero que se concede a una comunidad lingüística. Los criterios para que un sitio web tenga el dominio .cat es que tenga contenidos significativos en catalán.

## El alfabeto catalán en los nombres de dominio
Desde su inicio, el dominio .cat implementa la especificación IDN (Internationalized Domain Names, nombres de dominio internacionalizados), permitiendo la utilización de caracteres de lenguas diferentes al inglés. De este modo, los nombres de dominios .cat pueden llevar cualquier carácter del alfabeto catalán, a excepción del apóstrofo. Esto incluye nombres de dominio con tildes, el punto medio, la diéresis o la cedilla. El dominio .cat es uno de los primeros dominios en implementar IDN, junto con el de Chile (.cl).

## Registro progresivo
El dominio .cat tuvo el siguiente calendario de registro progresivo, dividido en tres fases:
- La primera fase de registro se abrió a las 17 horas (GMT +1) del 13 de febrero de 2006 y duró hasta el 21 de abril. Esta fase estuvo restringida a las entidades que tuvieran una especial vocación con la promoción de la lengua y la cultura catalanas.
- La segunda fase de registro abierta a todo el mundo, empezó el 20 de febrero de 2006 y duró hasta el 21 de abril. Se reservó a entidades de todo tipo con presencia en catalán en Internet.
- La tercera fase, empezó el 27 de febrero (una semana más tarde de lo previsto), hasta el 21 de abril de 2006, en paralelo a la segunda, y se reservó a las más de 68.000 personas, entidades y empresas que se adhirieron a la campaña de apoyo a la candidatura del .cat. El registro progresivo es un hecho común en el despliegue de nuevos dominios.

## Historia
En 1996 se creó la Asociación en Defensa del Dominio .ct (ADD.CT). Esta petición implicaba la homologación del código territorial de dos letras para Cataluña en la norma ISO 3166-1. Se aprobó una proposición no de ley en el Parlamento de Cataluña que instaba a la Generalidad de Cataluña a lograr esta homologación. En 2001 se creó la Asociación puntCAT, en la cual participa ADD.CT, para conseguir un dominio, ahora de tres letras y referido a la comunidad lingüística y cultural de lengua catalana, aprovechando las posibilidades de los nuevos dominios patrocinados. El 16 de marzo de 2004 la Asociación puntCAT presentó la candidatura del dominio .cat ante la ICANN. La candidatura recibió el apoyo de 68.000 personas, empresas y entidades, número nunca logrado por otra candidatura.
El 15 de septiembre de 2005, a las 23:04 GMT el dominio fue aprobado oficialmente. La primera página operativa, http://www.domini.cat, de la Fundación puntCat, entró en funcionamiento el 21 de diciembre de 2005, a las tres de la madrugada.